# 庄原上野公園

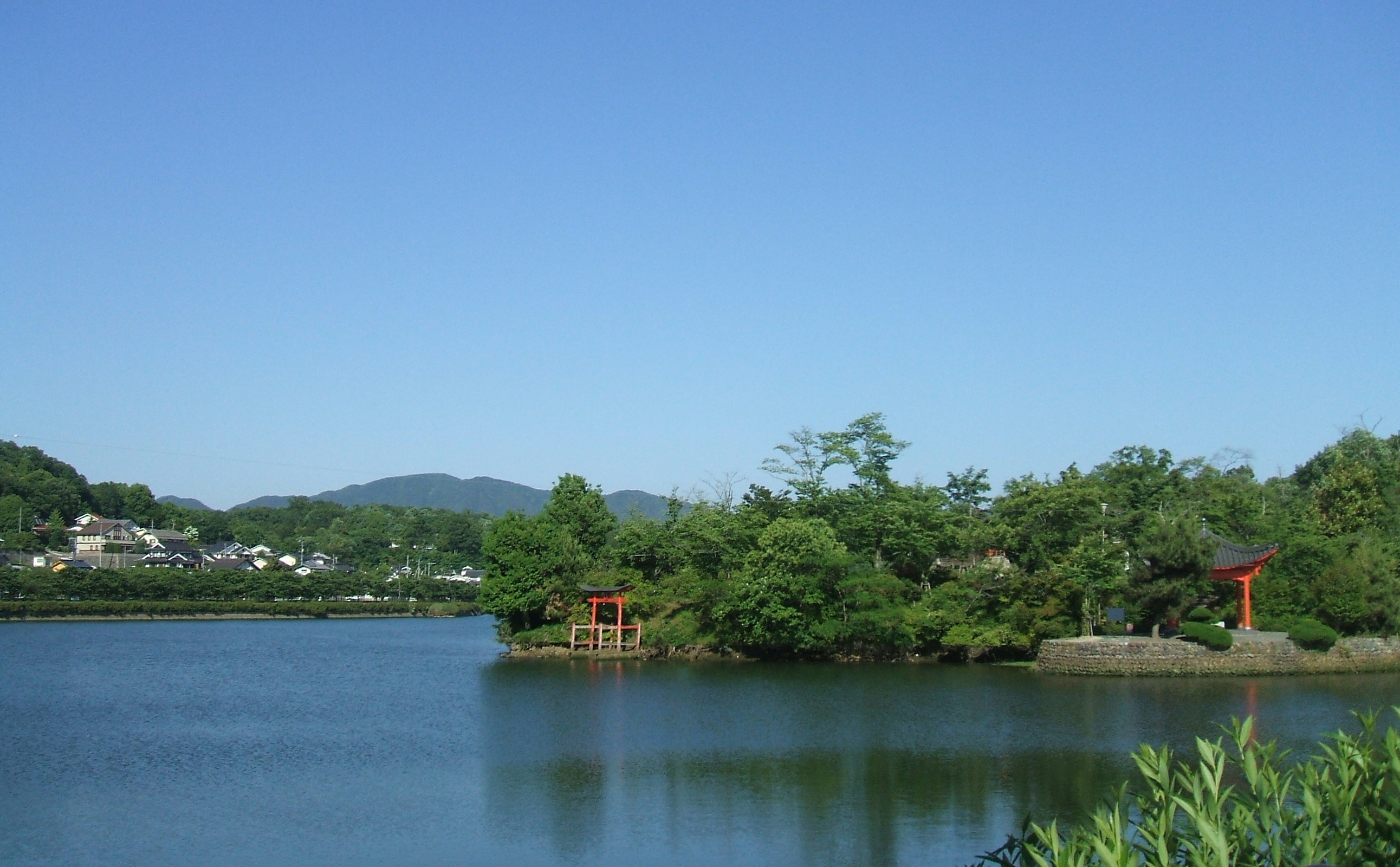
上野池と桜並木（2009年撮影）

庄原上野公園（しょうばらうえのこうえん）は、広島県庄原市東本町の市街中心にある公園。

## 概要
広さは16.9ha。江戸時代初期の慶安～承応年間（1648年～1655年）に沼を改修して造営された周囲4kmの農業灌漑池「上野池」を中心とした公園である。
園内には広島県指定史跡・瓢山古墳があり、当地出身の小説家・倉田百三の文学碑がある。倉田は郷里での病気療養中に、この公園をよく利用し代表作『出家とその弟子』などの作品の構想を練っていたといわれている。
園内には昭和8年（1933年）より植栽の始まった約2,000本の桜があり、日本さくら名所100選に指定されている。また、夏には花火大会が開催されるが規制強化の為、歩行が難しい声もある。
池の悪臭問題も